# Anders Norelius
Anders Norelius, född 15 mars 1740 i Örebro, död 15 september 1813 i Stockholms stad, var en svensk borgmästare och politiker.

## Biografi
Anders Norelius föddes 1740 i Örebro. Han arbetade som fabrikör och blev 1797 rådman i Stockholms stad. Norelius var riksdagsledamot för borgarståndet i Stockholms stad vid riksdagen 1800 och blev 1802 byggningsborgmästare i Stockholms stad. Han tog avsked från tjänsten som borgmästare 1812 och avled 1813 i Stockholm.

### Familj
Norelius gifte sig 1782 med Johanna Elisabet Schönmeyer, som avled 1817.